# فلکنبی
شهر فلکنبی (به سوئدی: Falkenberg) در ناحیه شهری فلکنبی در کشور سوئد واقع شده‌است. جمعیت این شهر ۱۳۰۴٫۷۲  نفر است.